# 郑氏杯蛛
郑氏杯蛛（学名：Cupa zhengi）为蟹蛛科杯蛛属的动物。分布于日本以及中国大陆的浙江、福建等地。该物种的模式产地在浙江、日本。